# Legden
Legden là một đô thị ở huyện Borken, trong Nordrhein-Westfalen, Đức. Đô thị này tọa lạc giữa Ahaus Coesfeld.